# Hartford (Kentucky)
Hartford település az Amerikai Egyesült Államok Kentucky államában, Ohio megyében, melynek megyeszékhelye is. Lakosainak száma 2668 fő (2020. április 1.).

## Népesség
A település népességének változása:

| 2010 | 2 672 |
| 2020 | 2 668 |